# جورج نیوبرن
جورج نیوبرن (انگلیسی: George Newbern؛ زادهٔ ۳۰ دسامبر ۱۹۶۴) یک هنرپیشه و صداپیشه اهل ایالات متحده آمریکا است.
از فیلم‌ها یا برنامه‌های تلویزیونی که وی در آن نقش داشته است می‌توان به اره ۶، خواهر کوچک، هشت دیوانه و ماجراهای نگهداری از کودکان اشاره کرد.
او در سوپرمن علیه نخبگان، لیگ عدالت در برابر پنج کشنده ، بتمن(انیمیشن سریالی) ،لیگ عدالت ۲۰۰۱،لیگ عدالت نامحدود ۲۰۰۴ ،injustice 1 ،injustice 2 و ... نیز گویندگی سوپرمن را به عهده دارد.